# Markéta Pruská
Markéta Pruská (Markéta Beatrice Feodora Pruská, 22. dubna 1872, Postupim — 22. ledna 1954, Kronberg im Taunus) byla dcera Fridricha III., německého císaře, a jeho manželky Viktorie Sasko-Koburské, která byla dcerou britské královny Viktorie. Vdala se za Fridricha Karla Hesenského, který se krátce stal králem Finska. Poté se ale trůnu vzdal. Místo toho přijal titul lankraběte Hesenského, čímž se Markéta stala lankraběnkou. Přestože dětství prožila šťastně, její život se vyznačuje velkým smutkem po tom, co jí tři ze šesti synů zemřeli ve světových válkách.

## Život

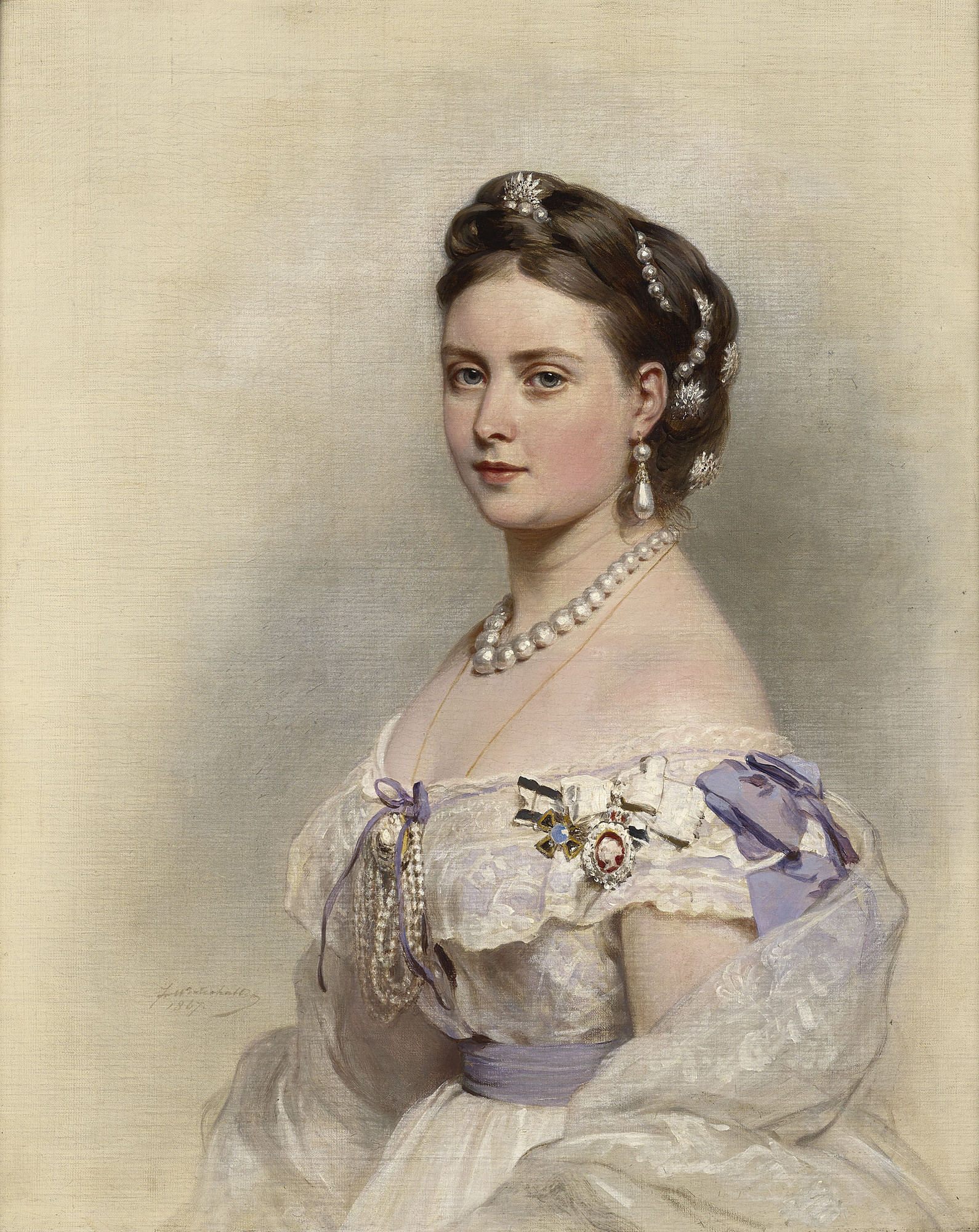
Viktorie, matka Markéty Pruské

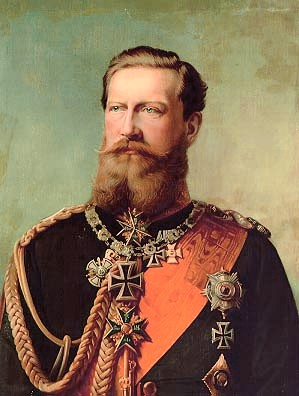
Markétin otec Fridrich III.

Markéta Beatrice Feodora byla nejmladší z osmi dětí Fridricha III. Pruského a jeho manželky Viktorie, Princess Royal a nejstarší dcery britské královny Viktorie. Narodila se 22. dubna 1872 v Postupimi. Jejím kmotrem byl Pedro II. Brazilský a jméno Markéta Beatrice Feodora získala díky kmotře Markétě Savojské.

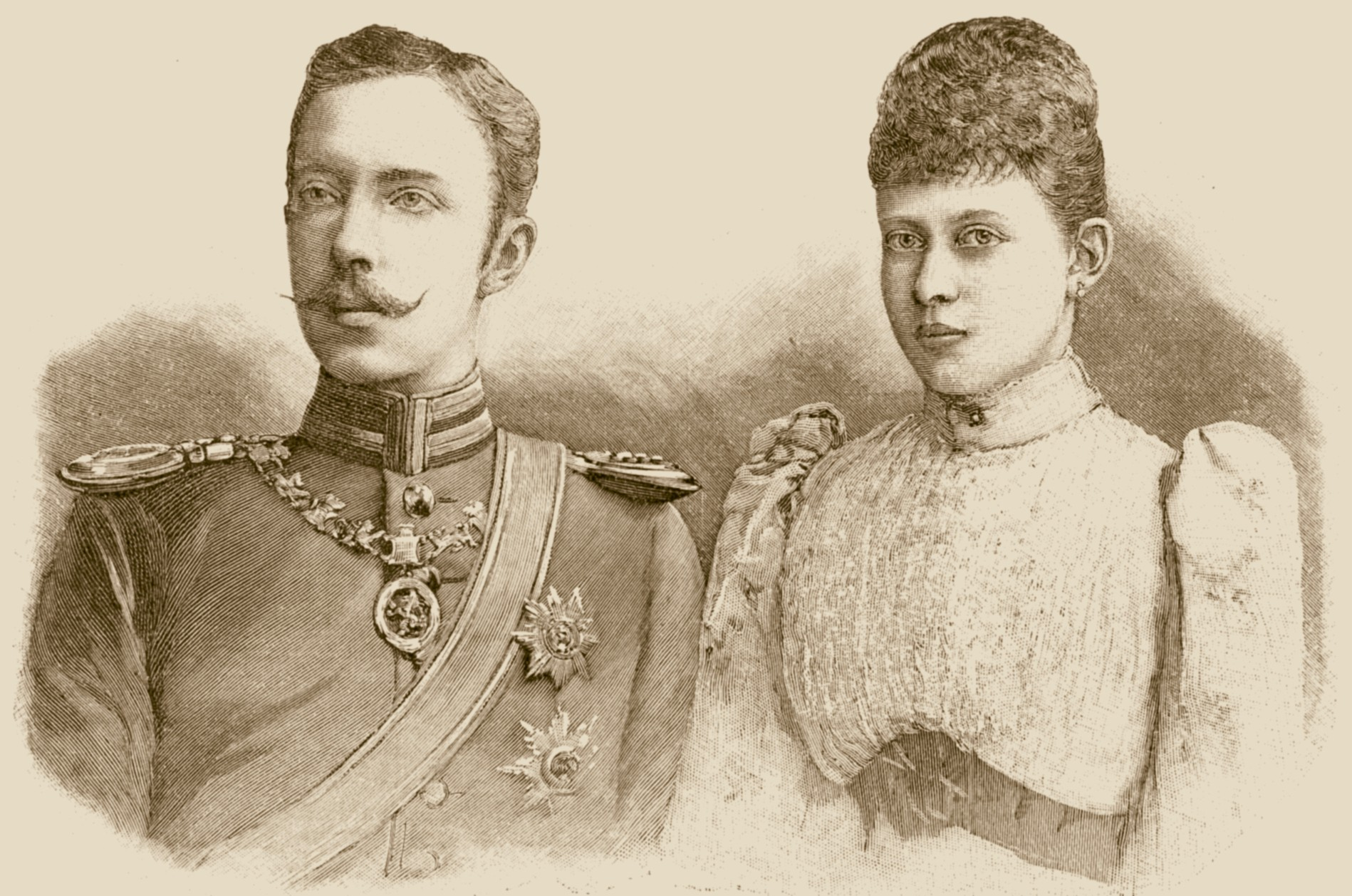
Markéta s manželem Fridrichem Karlem v roce 1893

Markéta byla vychovávána převážně matkou Viktorií, jelikož otec jako generál pruské armády musel často cestovat. Právě jejich matka měla na dcery velké nároky, především lpěla na vzdělání. Měla několik sourozenců; sestry Šarlotu, Viktorii a Sofii a bratry Viléma, Jindřicha, Zikmunda a Waldemara. Kromě Zikmunda a Waldemara se všichni její sourozenci dožili dospělosti, Sofie se dokonce stala řeckou královnou. Po smrti otce zůstala s matkou a obecně byla považována za nejpopulárnější z Vilémových sester. Udržovala dobré vztahy se všemi členy své rodiny, na rozdíl od sestry Šarloty, která jejich matku Viktorii nenáviděla.

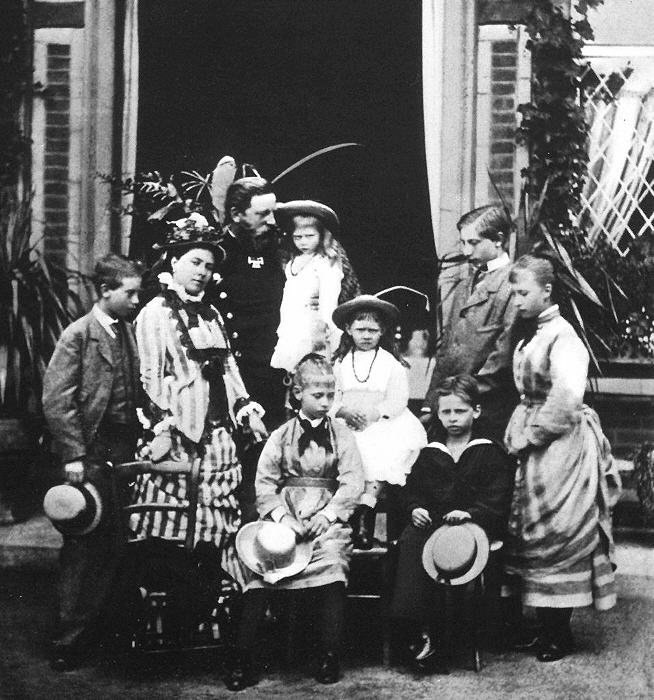
Fotografie rodiny Fridricha III. Markéta je světlovlasá dívka vzadu

### Nápadníci a manželství
Markéta se zamilovala do Maxmiliána Bádenského, avšak ten její lásku neopětoval. Tak se Markéta přesunula k jeho blízkému příteli Fridrichu Karlovi, budoucí hlavu dynastie Hesensko-Kasselských a finského prince. Pár byl oddán 25. ledna 1893 v Berlíně v den výročí svatby Markétiných rodičů.
V době svatby ještě nebyl Fridrich Karel hlavou rodiny, tuto pozici si stále držel jeho téměř slepý a starší bratr Alexandr Fridrich. Ten se svého titulu vzdal v polovině roku 1920, díky čemuž mu bylo povoleno vstoupit do morganatického manželství.
Manželství Markéty a Fridricha Karla bylo šťastné. Sama Markéta byla známá díky své silné osobnosti a charakteru. Pár po svatbě žil v zámku Rumpenheim, poté ale Markéta zdědila po matce zámek Friedrichshof a přestěhovala se tam. Na tu dobu bylo nezvyklé, aby muž žil v domě manželky, ale v případě Markéty a Fridricha Karla tomu tak bylo.
V roce 1918 Markéta a její manžel přijali nabídku na usednutí na trůn čerstvě svobodného Finska. Vzhledem k neštěstím, která se odehrála během první světové války, se ale manželé po krátké době rozhodli titulu se vzdát a stáhnout se do ústraní.

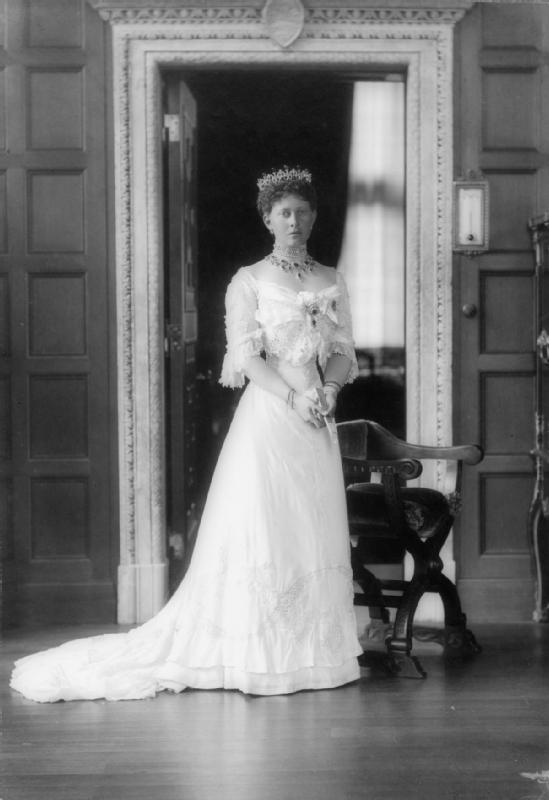
Fotografie Markéty Pruské před první světovou válkou

### Trápení se syny
Markétini nejstarší synové, Fridrich Vilém a Maxmilián, byli zabiti během první světové války. Maxmilián, Markétin nejoblíbenější syn, sloužil u Aisne a v říjnu 1914 byl vážně zraněn kulometem. Brzy zemřel na zranění a byl tajně pohřben vesničany z Caestre, kteří se dozvěděli, že byl synovcem císaře Viléma II. (Markétina bratra). Následně Markétin čtvrtý syn Wolfgang apeloval na Brity, kteří mu pomohli s vyhledáním bratrova těla a jeho převezením domů. Fridrich Vilém zemřel v Rumunsku bajonetem.
Další synové, Filip a Kryštof, se krátce po smrti bratrů přiklonili k nacismu. Nakonec byl roku 1939 sám Filip jmenován členem vrchního Hitlerova štábu. Když se ale nacismus začal vzdalovat od ideálů, ve které Filip věřil, rozhodl se vycouvat. To se mu ale nepovedlo. Nadále tedy zůstával ve své pozici a pomáhal Židům při útěcích do Nizozemska. O všem se nakonec dozvěděl sám Hitler, který nechal Filipa i jeho manželku Mafaldu Marii uvěznit do koncentračních táborů. Sama Mafalda zemřela v koncentračním táboře Buchenwald na vykrvácení. Kryštof byl také vášnivý přívrženec nacismu. Po bitvě u Stalingradu ale začal být frustrovaný a začal nacismus očerňovat. Plánoval také odejít z německé nacistické strany, avšak roku 1943 zemřel při leteckém neštěstí. Markéta tak přežila tři ze šesti synů.

### Poslední roky
Posledních několik let prožívala Markéta těžké deprese, nejen kvůli ztrátě synů, ale následně i kvůli okupaci. Během ní se několik amerických vojáků nastěhovalo do zámku Friedrichshof, kde Markéta žila. Společně se synem Wolfgangem v zámku ukryla drahé rodinné šperky v hodnotě asi dva miliony liber. Jeden z Američanů, kapitán Kathleen Nash, ale šperky objevil a všechny ukradl. Na krádež přišla Markéta až o rok později, kdy chtěla šperky vyzvednout a podpořit jimi druhou svatbu princezny Sofie (vdova po Markétině synovi Kryštofovi). Až roku 1951 se některé šperky navrátily do Německa – bylo to však pouze 10 % z nich.
Markéta Pruská zemřela jako poslední z potomků císaře Fridricha III. ve věku 81 let. Zemřela na 53. výročí smrti své babičky, britské královny Viktorie.

## Potomci
Z manželství s Fridrichem Karlem Hesenským vzešlo šest dětí, všechno to byli synové. Hned tři z nich ale během světových válek zemřeli, což Markéta nesla obzvláště těžce.
- Fridrich Vilém Hesenský (1893–1916), padl v Rumunsku
- Maximilián Hesenský (1894–1914), padl v Belgii
- Filip Hesenský (6. listopadu 1896 – 25. října 1980), hesenský lankrabě, ⚭ 1925 Mafalda Marie Savojská (2. listopadu 1902 – 27. srpna 1944), zemřela v koncentračním táboře Buchenwald
- Wolfgang Hesenský (6. listopadu 1896 – 12. července 1989) ⚭ 1924 Marie Alexandra Bádenská (1. srpna 1902 – 29. ledna 1944)
- Richard Hesenský (14. května 1901 –11. února 1969), neoženil se a neměl potomky
- Kryštof Hesenský (14. května 1901 – 7. října 1943), člen SS, Oberführer, padl v Itálii, ⚭ 1930 Sofie Řecká a Dánská (26. června 1914 – 3. listopadu 2001)

## Vývod z předků
|                |                                          |  |                                      |                                        |  |  |  |  |  |  |  | Fridrich Vilém II. |
|                |                                          |  |                                      |                                        |  |  |  |  |  |  |  |                    |
|                | Fridrich Vilém III.                      |  |                                      |                                        |  |  |  |  |  |  |  |                    |
|                |                                          |  |                                      |                                        |  |  |  |  |  |  |  |                    |
|                |                                          |  |                                      | Frederika Luisa Hesensko-Darmstadtská  |  |  |  |  |  |  |  |                    |
|                |                                          |  |                                      |                                        |  |  |  |  |  |  |  |                    |
|                | Vilém I. Pruský                          |  |                                      |                                        |  |  |  |  |  |  |  |                    |
|                |                                          |  |                                      |                                        |  |  |  |  |  |  |  |                    |
|                |                                          |  |                                      | Karel II. Meklenbursko-Střelický       |  |  |  |  |  |  |  |                    |
|                |                                          |  |                                      |                                        |  |  |  |  |  |  |  |                    |
|                | Luisa Meklenbursko-Střelická             |  |                                      |                                        |  |  |  |  |  |  |  |                    |
|                |                                          |  |                                      |                                        |  |  |  |  |  |  |  |                    |
|                |                                          |  |                                      | Frederika Hesensko-Darmstadtská        |  |  |  |  |  |  |  |                    |
|                |                                          |  |                                      |                                        |  |  |  |  |  |  |  |                    |
|                | Fridrich III. Pruský                     |  |                                      |                                        |  |  |  |  |  |  |  |                    |
|                |                                          |  |                                      |                                        |  |  |  |  |  |  |  |                    |
|                |                                          |  |                                      | Karel August Sasko-Výmarsko-Eisenašský |  |  |  |  |  |  |  |                    |
|                |                                          |  |                                      |                                        |  |  |  |  |  |  |  |                    |
|                | Karel Fridrich Sasko-Výmarsko-Eisenašský |  |                                      |                                        |  |  |  |  |  |  |  |                    |
|                |                                          |  |                                      |                                        |  |  |  |  |  |  |  |                    |
|                |                                          |  |                                      | Luisa Hesensko-Darmstadtská            |  |  |  |  |  |  |  |                    |
|                |                                          |  |                                      |                                        |  |  |  |  |  |  |  |                    |
|                | Augusta Sasko-Výmarská                   |  |                                      |                                        |  |  |  |  |  |  |  |                    |
|                |                                          |  |                                      |                                        |  |  |  |  |  |  |  |                    |
|                |                                          |  |                                      | Pavel I. Ruský                         |  |  |  |  |  |  |  |                    |
|                |                                          |  |                                      |                                        |  |  |  |  |  |  |  |                    |
|                | Marie Pavlovna Romanovová                |  |                                      |                                        |  |  |  |  |  |  |  |                    |
|                |                                          |  |                                      |                                        |  |  |  |  |  |  |  |                    |
|                |                                          |  |                                      | Žofie Dorota Württemberská             |  |  |  |  |  |  |  |                    |
|                |                                          |  |                                      |                                        |  |  |  |  |  |  |  |                    |
| Markéta Pruská |                                          |  |                                      |                                        |  |  |  |  |  |  |  |                    |
|                |                                          |  |                                      |                                        |  |  |  |  |  |  |  |                    |
|                |                                          |  | František Sasko-Kobursko-Saalfeldský |                                        |  |  |  |  |  |  |  |                    |
|                |                                          |  |                                      |                                        |  |  |  |  |  |  |  |                    |
|                | Arnošt I. Sasko-Kobursko-Saalfeldský     |  |                                      |                                        |  |  |  |  |  |  |  |                    |
|                |                                          |  |                                      |                                        |  |  |  |  |  |  |  |                    |
|                |                                          |  |                                      | Augusta Reuss Ebersdorf                |  |  |  |  |  |  |  |                    |
|                |                                          |  |                                      |                                        |  |  |  |  |  |  |  |                    |
|                | Albert Sasko-Kobursko-Gothajský          |  |                                      |                                        |  |  |  |  |  |  |  |                    |
|                |                                          |  |                                      |                                        |  |  |  |  |  |  |  |                    |
|                |                                          |  |                                      | Augustus Sasko-Gothajsko-Altenburský   |  |  |  |  |  |  |  |                    |
|                |                                          |  |                                      |                                        |  |  |  |  |  |  |  |                    |
|                | Luisa Sasko-Gothajsko-Altenburská        |  |                                      |                                        |  |  |  |  |  |  |  |                    |
|                |                                          |  |                                      |                                        |  |  |  |  |  |  |  |                    |
|                |                                          |  |                                      | Luisa Šarlota Meklenbursko-Zvěřínská   |  |  |  |  |  |  |  |                    |
|                |                                          |  |                                      |                                        |  |  |  |  |  |  |  |                    |
|                | Viktorie Sasko-Koburská                  |  |                                      |                                        |  |  |  |  |  |  |  |                    |
|                |                                          |  |                                      |                                        |  |  |  |  |  |  |  |                    |
|                |                                          |  |                                      | Jiří III.                              |  |  |  |  |  |  |  |                    |
|                |                                          |  |                                      |                                        |  |  |  |  |  |  |  |                    |
|                | Eduard August Hannoverský                |  |                                      |                                        |  |  |  |  |  |  |  |                    |
|                |                                          |  |                                      |                                        |  |  |  |  |  |  |  |                    |
|                |                                          |  |                                      | Šarlota Meklenbursko-Střelická         |  |  |  |  |  |  |  |                    |
|                |                                          |  |                                      |                                        |  |  |  |  |  |  |  |                    |
|                | Viktorie Britská                         |  |                                      |                                        |  |  |  |  |  |  |  |                    |
|                |                                          |  |                                      |                                        |  |  |  |  |  |  |  |                    |
|                |                                          |  |                                      | František Sasko-Kobursko-Saalfeldský   |  |  |  |  |  |  |  |                    |
|                |                                          |  |                                      |                                        |  |  |  |  |  |  |  |                    |
|                | Viktorie Sasko-Kobursko-Saalfeldská      |  |                                      |                                        |  |  |  |  |  |  |  |                    |
|                |                                          |  |                                      |                                        |  |  |  |  |  |  |  |                    |
|                |                                          |  |                                      | Augusta Reuss Ebersdorf                |  |  |  |  |  |  |  |                    |
|                |                                          |  |                                      |                                        |  |  |  |  |  |  |  |                    |